# 스페인 왕대비 소피아
그리스와 덴마크의 공주 소피아(스페인어: Sofía de Grecia y Dinamarca 소피아 데 그레시아 이 디나마르카[*], 그리스어: πριγκίπισσα Σοφία της Ελλάδας και της Δανίας 프랑기피사 소피아 티스 엘라다스 테 티스 다니아스[*], 1938년 11월 2일 - )는 스페인의 후안 카를로스 1세의 왕비이다. 본명은 소피아 마르가리타 빅토리아 프리데리키(그리스어: Σοφία Μαργαρίτα Βικτωρία Φρειδερίκη)이다.

## 젊은 시절과 가족
소피아는 1938년 11월 2일 그리스 국왕 파블로스와 그의 왕비 하노버의 프레데리키의 첫째 딸로 태어났다. 슐레스비히-홀슈타인-존더부르크-글뤽스부르크 왕가의 일족으로, 동생들로는 콘스탄티노스 2세와 이리니 공주가 있다. 그러나 그리스에서 군주제가 폐지된 이래 지금까지도 이들의 왕실 직함과 칭호는 그리스에서 인정받지 못하고 있다.
제2차 세계 대전 시절, 소피아와 그녀의 가족들은 그리스에서 추방당하여 이집트와 남아프리카에서 남은 유년시절을 보냈다. 이들은 1946년에 그리스에 귀국하였다. 소피아는 독일 남부에 있는 유서 깊은 명문 학교인 잘렘성 왕실 기숙학교에서 교육을 마친 다음, 아테네에서 육아, 음악, 고고학을 공부하였다.
소피아는 1960년 하계 올림픽에서 그리스를 대표해 입장하기도 하였다.

## 결혼과 가족
1954년, 소피아는 그리스 제도를 유람하던 중에 훗날 스페인의 국왕이 되는 후안 카를로스 왕자와 만나 1962년 5월 14일에 아테네에 있는 성 디오니시오스 성당에서 결혼식을 올렸다. 더불어 그녀는 그리스 왕위에 대한 자신의 권리를 포기하였으며, 종교도 그리스 정교회에서 로마 가톨릭교회로 바꾸었다. 당시 스페인은 군주정이 폐지되고 공화국이었기 때문에 후안 카를로스 왕자는 명목상의 왕족이었으나, 1975년 프랑코 사후 스페인에서 왕정복위가 일어나면서 소피아는 스페인 왕비가 되었다. 이후 2014년 후안 카를로스 1세가 아들 펠리페에게 양위하면서 왕대비로 물러났다. 부부는 1남 2녀를 두었다.
영국 엘리자베스 2세 여왕의 남편 필립 공은 그의 아저씨뻘 되는 친척이다. 소피아의 할아버지인 콘스탄티노스 1세의 동생 안드레아스가 필립의 아버지이다.

## 스페인의 왕비
소피아 왕비는 공무에 남편을 동반하는 것 외에도 단독으로 공무를 했다. 왕비로서 첫 공식석상에 등장한 소피아는 1976년 6월 마드리드의 베스 야코프 유대교 회당에서 열린 샤바트 예배에 참석했는데, 이는 스페인 왕족이 유대인 예배 장소를 방문한 현대 스페인 역사상 최초 사례이기도 하다.
1993년 보스니아 헤르체고비나의 구호 기금을 보낸 소피아 왕비 재단의 회장이며, 스페인 왕립 장애인 교육 및 돌봄 위원회와 스페인 마약 중독자 지원재단의 명예회장이다. 또한 2003년부터 소피아 왕비 스페인 연구소의 후원자로 활동하고 있다.
소피아는 스페인과 해외의 회의들을 돌아다니며 마약 중독에 대항하는 프로그램들에 특별한 관심을 가졌다. 테네리페에 있는 레이나 소피아 공항과 마찬가지로, 레이나 소피아 아트센터는 그녀의 이름을 따서 지어졌고, 산 페르난도 왕립 미술 아카데미와 스페인 왕립 역사 아카데미의 명예회원이며, 그녀는 로사리오 대학(보고타), 바야돌리드, 케임브리지, 옥스퍼드, 조지타운, 에보라, 세인트 메리스 대학(텍사스), 뉴욕에서 명예 박사학위를 받았다.
소피아는 1971년부터 스페인 유니세프 위원회의 명예 회장을 맡고 있다. 그녀는 전세계 여성들에게 소액 신용을 제공하는 그라민 은행에서 무하마드 유누스 박사와 긴밀히 협력해오고 있다. 소피아는 그 조직의 활동을 지원하기 위해 방글라데시, 칠레, 콜롬비아, 엘살바도르, 멕시코를 방문했다. 소피아는 또한 캄보디아에서 아동 성매매와 노예제를 퇴치하는 NGO인 소말리아 여성의 아기르 푸어 레스 팜므센 시츄에이션 프레카이르의 열렬한 후원자이기도 하다.
2012년 7월 소피아는 4번째로 필리핀을 방문했으며, 아젠시아 에스파뇰라 데 쿠퍼라시온 국제도서관 데사롤로 (AECID)를 통해 스페인 정부가 자금을 지원하고 있는 이전 스페인 식민지 주변의 여러 개발 프로젝트들을 조사했다. 그녀는 현존하는 아시아에서 가장 오래된 대학 헌장을 가지고 있고 세계에서 가장 많은 수야트 대본을 소장하고 있는 필리핀 가톨릭 대학교, 국립도서관, 국립박물관, 산토 토마스 교황청 및 왕립대학을 방문했다. 그녀는 또한 필리핀에 거주하는 스페인 교민들을 만났고 스페인 대사관에서의 리셉션에 참석했다. 그녀는 또한 베니그노 아키노 3세 필리핀 대통령에 의해 주최된 말라카냐 궁전에서의 국빈 만찬에 참석했고 필리핀 교육 시스템에서 스페인어를 연설해준 대통령에게 감사한 표시를 드러냈다.